# Czołpino
Czołpino [t͡ʂɔu̯ˈpinɔ] (tiếng Đức: Scholpin)  là một ngôi làng thuộc khu hành chính của Gmina Smołdzino, thuộc hạt Słupsk, Pomeranian Voivodeship, ở miền bắc Ba Lan. Nó nằm khoảng 6 kilômét (4 mi)   phía bắc Smołdzino, 31 km (19 mi) phía đông bắc Słupsk và 98 km (61 mi) phía tây bắc của thủ đô khu vực Gdańsk. Nó nằm trong Vườn quốc gia Slovincian.
Trước năm 1648, khu vực này là một phần của Duchy of Pomerania, 1648-1945 Phổ và Đức. Đối với lịch sử của khu vực, xem Lịch sử của Pomerania.